# Bernardin Chevallay
« Chevallay » redirige ici. Pour les articles homophones, voir Chevalet et Chevalley.
Bernardin Chevallay est un homme politique français né le 15 août 1816 à Chambéry (Duché de Savoie) et décédé le 12 février 1883 à Paris (France).
Propriétaire terrien, il est député de la Savoie de 1880 à 1883, siégeant sur les bancs de la gauche modérée. 

### Sources
- « Bernardin Chevallay », dans Adolphe Robert et Gaston Cougny, Dictionnaire des parlementaires français, Edgar Bourloton, 1889-1891 [détail de l’édition]